# Atkinsia cubensis
Atkinsia cubensis là một loài thực vật có hoa thuộc họ Malvaceae.
Loài này chỉ có ở Cuba.
Chúng hiện đang bị đe dọa vì mất môi trường sống.